# Ariánství

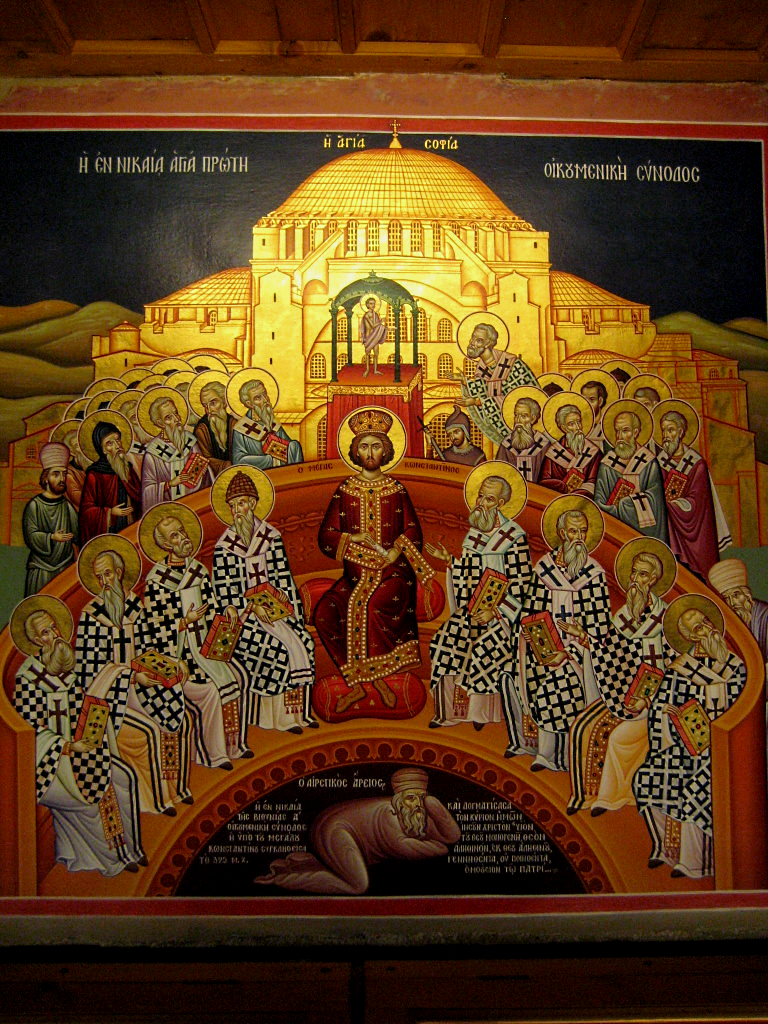
První nikajský koncil, který odsoudil ariánské učení

Ariánství či arianismus je křesťanské teologické christologické učení nazvané podle alexandrijského kněze Areia (latinsky Arius, cca 260–336). Ariánské učení hlásá, že Ježíš Kristus je Boží syn, ale nebyl zde jako Bůh Otec od počátku, byl stvořen a je Otci stejně jako Duch svatý podřízen. Je protikladem učení o stejné podstatě osob Boží trojice.
Ariánství bylo odsouzené prvním ekumenickým koncilem v Nikaji roku 325 jako hereze – odchylné učení, jež popírá božství Ježíše Krista. Ariánské učení dostalo v raném středověku politický význam: jako je Kristus (církev) a Duch svatý (vzdělanost) podřízen Otci, je také církev plně podřízena panovníkovi jakožto otci. V této podobě ariánství převládalo u germánských kmenů až do 7. století a jeho politická stránka znovu oživla v boji o investituru ve vrcholném středověku.

## Učení
Areios se někdy kolem roku 318 dostal do teologického sporu s alexandrijským biskupem Alexandrem o povaze vztahu Syna k Otci. Alexandros z Alexandrie Areiovo učení označil za herezi, Areia a jeho stoupence vyloučil z alexandrijské církve a ve dvou dopisech (Dopis všem biskupům a Dopis Alexandrovi ze Soluně) zveřejnil nejdůležitější teze jejich nauky.
V Dopise všem biskupům Alexandros označuje za ariánskou herezi následující teze:
| „ | „Bůh nebyl vždy Otcem, ale bylo, kdy Bůh Otcem nebyl. Boží Slovo nebylo vždy, ale vzniklo z ničeho. Jsoucí Bůh učinil z nejsoucího toho, který nebyl. Proto také bylo, kdy Syn nebyl. Byl totiž stvořen a učiněn.“ | “ |

| „ | „Slovo není Otci co do své podstaty (úsia) podobno, není skutečným Slovem a skutečnou Moudrostí, neboť nesdílí tutéž přirozenost s Otcem; náleží ke stvořeným věcem a jen v přeneseném smyslu se nazývá ‚slovem‘ a ‚moudrostí‘, protože i ono vzniklo ve vlastním Božím Slově a v Boží Moudrosti, v níž Bůh učinil veškerenstvo i jeho.“ | “ |

| „ | „Takové Slovo může podstoupit změnu, tak jako vše, co je nadáno Slovem. Je cizí, odlišné a oddělené od Boží usie a Otec je pro Syna neviditelný. Slovo Otce dokonale a přesně nepoznává ani jej dokonale nemůže vidět. Syn totiž nezná ani svou usii, jaká je. Byl totiž učiněn kvůli nám, aby nás Bůh stvořil skrze něho jako svým nástrojem; nevznikl by, kdyby nás Bůh nechtěl učinit.“ | “ |

Na závěr uvádí část debaty, kterou s ariány vedli:
| „ | „Někdo se jich zeptal, zda může Boží Slovo podléhat změně, tak jako se změnil ďábel. A oni měli odvahu říct: Ano, může. Má totiž přirozenost, která umožňuje změnu, protože vznikl a byl stvořen.“ | “ |

## Odsouzení

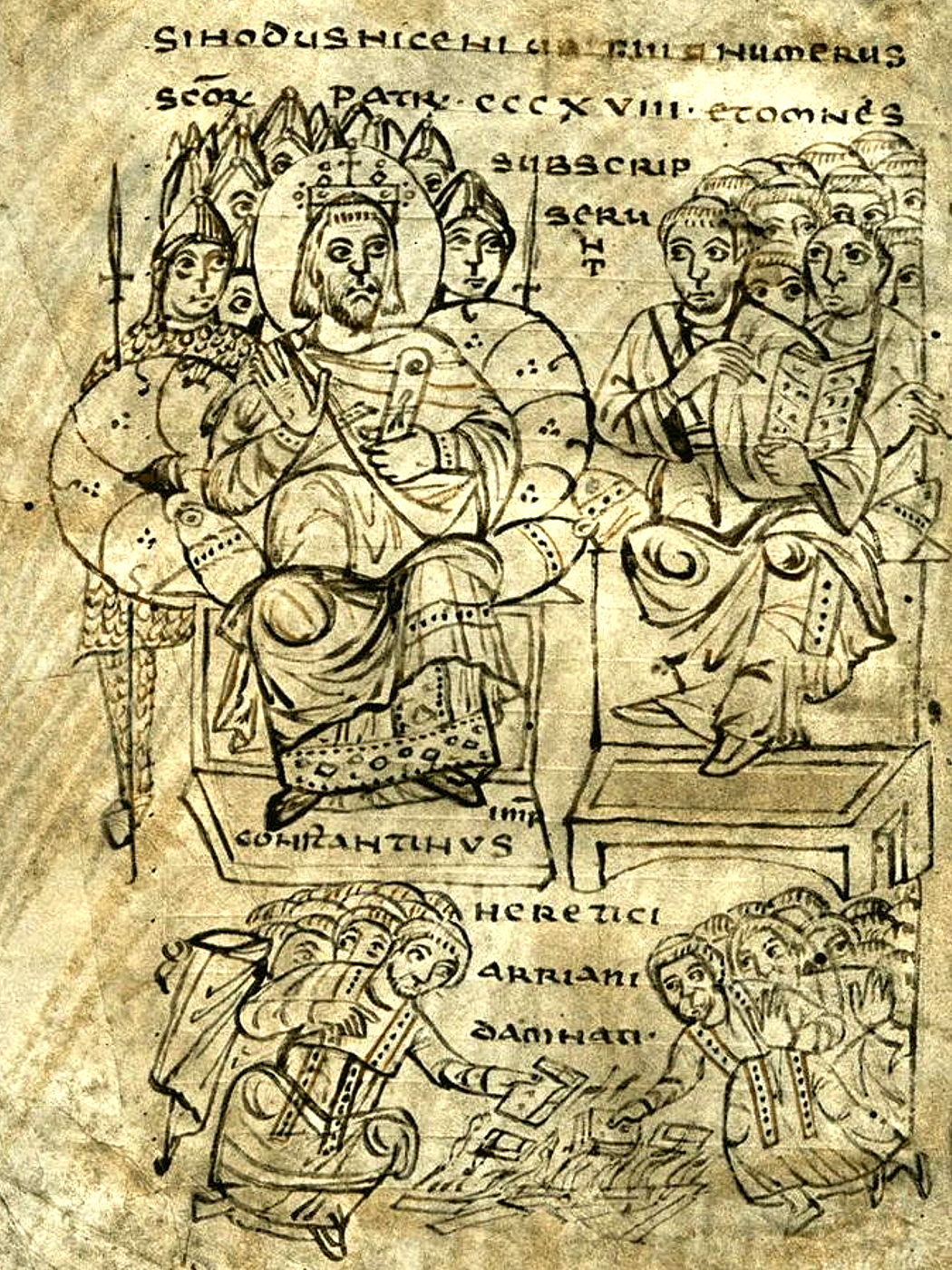
Nikájský koncil provázející pálení ariánských knih (dole)

První ekumenický sněm v Níkaji (325) arianismus odsoudil. Schválil tzv. Nicejské vyznání víry, které vztah Syna k Otci vyjádřilo obraty „Syn je soupodstatný s Otcem“ a „Syn je z podstaty Otce“ a ariánskou herezi odsoudilo v anathematech: „Všeobecná církev vylučuje ty, kteří tvrdí, že ‚bylo, kdy Syn nebyl‘, ‚nebyl, dříve než byl zrozen‘ a ‚vznikl z nejsoucího‘, a dále ty, kteří říkají, že Boží Syn je z jiné hypostaze nebo podstaty či že byl stvořen či že se může změnit.“
Učení Areia z Alexandrie podpořili někteří významní biskupové – zvláště Eusebios z Kaisareie a Eusebios z Níkomédeie – v Palestině, Sýrii a Malé Asii, kteří sice ve všech bodech nesouhlasili s Areiem, ovšem zastávali podřízený neboli subordinační model Trojice. Teologické spory o povahu vztahu Syna k Otci pokračovaly po koncilu v Níkaii diskusemi právě mezi skupinou teologů kolem obou Eusebiů (tzv. eusebiány) na jedné straně a na druhé straně Athanasiem z Alexandrie. Ten vystřídal Alexandra po jeho smrti r. 328 v úřadě alexandrijského biskupa a zastával odlišný model Trojice, založený na rovnosti hypostazí Otce, Syna a Ducha v Trojici. V teologických sporech, trvajících téměř po celé 4. století, mezi sebou soupeřily tyto dva způsoby pochopení Trojice. Na druhém ekumenickém koncilu, Prvním konstantinopolském (381) zvítězila představa tří rovných hypostazí či osob v Trojici.

## Oblasti působení ariánského křesťanství

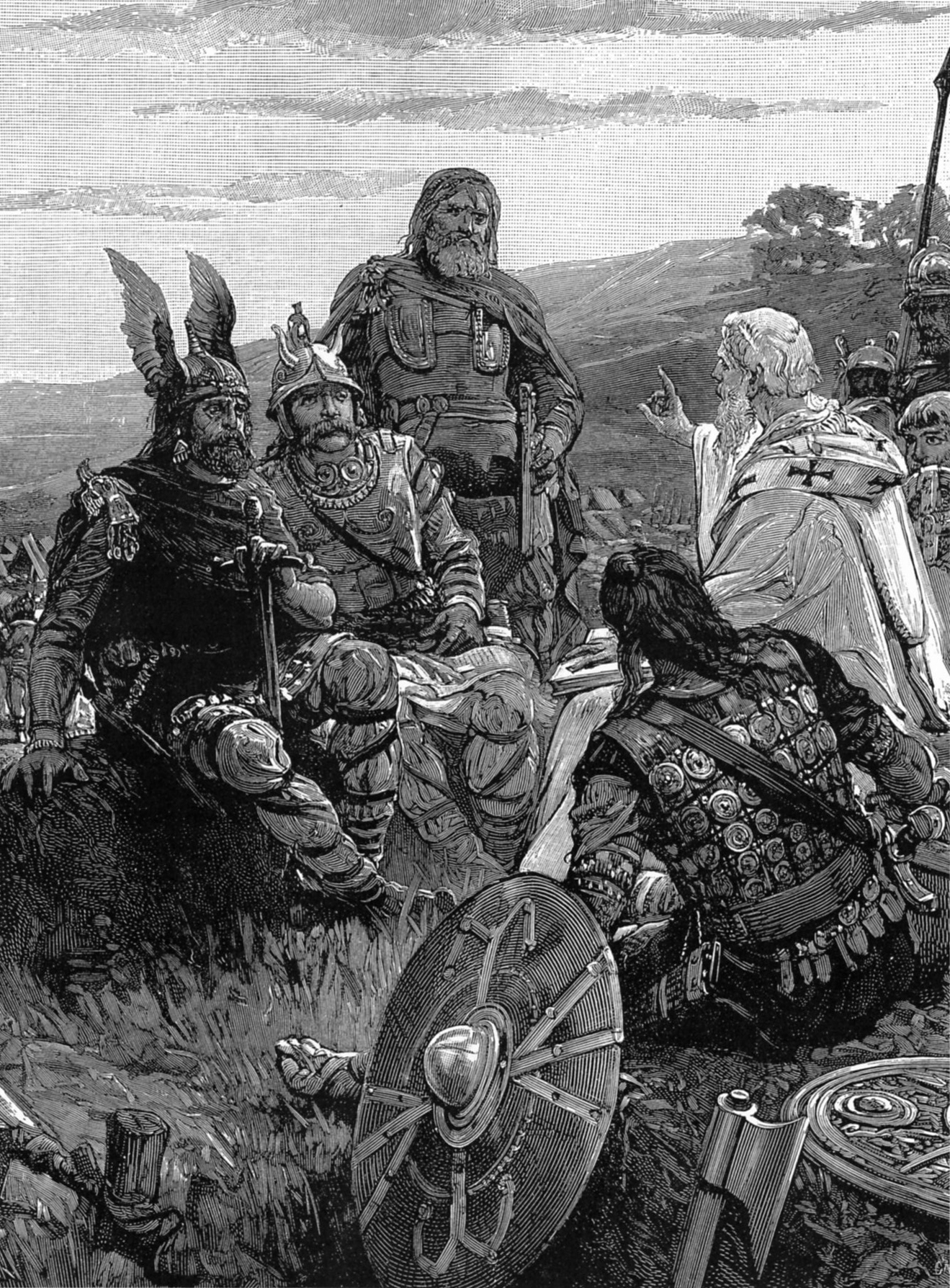
Biskup Wulfila káže Gótům Evangelium

Ariánství se šířilo i po svém odsouzení sněmem v Nikaji. Sám císař Konstantin, který Nikajský sněm svolal, nezastával vůči ariánství důsledné stanovisko, v roce 335 Areia rehabilitoval a na konci života se nechal pokřtít ariánským knězem. K ariánství se přiklonil i jeho syn Constantius II. a později císař Valens.
Ariánské křesťanství se šířilo i jako nové náboženství kmenů, které přicházely na území Římské říše: když velká skupina Gótů v roce 375 přes Dunaj vstoupila do Římské říše, ariánům nakloněný Valens trval na tom, aby přijali křesťanství – Gótové tak přijali ariánství. Vandalové vedení králem Geiserichem přijali ariánství při svém pobytu v Hispánii od gótských misionářů a po svém příchodu do severní Afriky (r. 429) a jejím ovládnutí zde založili Vandalské křesťanské ariánské království.
V Konstantinopoli převažovalo ariánské vyznání až do nástupu císaře Theodosia, který dva dny po svém příjezdu propustil ariánského biskupa Konstantinopole a nahradil ho vůdcem zdejší menšinové katolické obce. V roce 380 vydal dekret, v němž postavil arianismus mimo zákon.
| „                                 | „Je našim přáním, aby všechny národy, jimž tak shovívavě a milostivě vládneme, vyznávaly pevně víru, již učil Římany svatý Petr, jehož učení se nám zachovalo, a jež nyní představuje pontifex damašský a Petr, biskup alexandrijský, muž apoštolské svatosti. Dle apoštolských učedníků a nauky evangelií věříme v jediné božství Otce, Syna i Ducha svatého, jež stejnou měrou velebíme ve svaté trojici. Stoupence této nauky nazýváme katolickými křesťany a soudíme, že všichni ostatní jsou blouznivci a pomatenci, jež označíme neblahým pojmem kacíři. Prohlašujeme, že jejich shromáždění si nadále nemohou činit nárok na ochranu chrámů. Krom odsouzení božskou spravedlností nechť se připraví na tvrdé tresty, jež se naší moci, svěřené nám božskou prozřetelností, na ně zlíbí uvalit.“ | “ |
| — z dekretu Theodosia I. z r. 380 | |   |

## Politické důsledky
Politické a mocenské uspořádání společnosti se v raném středověku odvozovalo z teologických představ a panovník se chápal jako pozemský otec. Nauka o podřízenosti Syna a Ducha svatého jednomu Otci pak přirozeně znamenala, že církev i vzdělanost je jednoznačně podřízena panovnické moci, že biskupové jsou dvořany nebo vazaly místních vládců a musí jim sloužit. V této podobě arianismus jako politickou teorii své moci přijali germánští vladaři raného středověku, také zásluhou biskupa Wulfily, a ustupovali od něho jen velmi neochotně. Frankové přestoupili ke katolictví po roce 498 (496 byl pokřtěn Chlodvík I.), Vizigóti na Pyrenejském poloostrově opustili ariánství až křtem krále Rekkareda v roce 587.

## Pozdější odezvy
Jednoduchá a logická představa jednotného Boha, jemuž je všechno podřízeno, přitahovala ty, kdo o Bohu a božství přemýšleli racionalisticky. Naopak obtížná a paradoxní nauka většiny křesťanských církví o sice jediném Bohu, ale fungujícím v triádě Boží Trojice, účinně brzdila přirozený sklon k antropomorfní představě Boha jako absolutního panovníka. Udržovala také povědomí, že křesťanský Bůh je tajemství, které nelze proniknout rozumovou spekulací.
Odpor k Trojiční nauce oživl během reformace nejprve v Polsku – Faustus Socinus v roce 1604 – a pak i v Německu. Antitrinitáři, jak si tito odpůrci říkali, argumentovali často Biblí, kde se slovo Trojice vůbec nevyskytuje a Písmo zřetelně naopak podporuje výhradnou jedinečnost v jediné osobě, tedy monoteistické kořeny křesťanství. Biblické texty podporující Trojiční teologii se nachází v několika ojedinělých verších spíše pouze v náznacích. Odpůrci trojičního pohledu byli, jako kacíři, v historii ostře pronásledováni protestanty i katolíky.
V moderní době učení o Trojici odmítají např. unitáři, kristadelfiáni, Svědkové Jehovovi, řada denominací z letničního hnutí a nemnoho dalších moderních netrojičních křesťanských skupin.
Z hlediska světonázoru a vztahu k jiným vírám se křesťanství naukou o Trojjediném Bohu výrazně odchýlilo od společně sdílených nauk s jinými abrahámovskými náboženstvími, jako je např. judaismus a islám, pro které je myšlenka trojí a přitom jediné podstaty Boha nepřijatelná.